# World English-Language Scrabble Players' Association
La Fédération internationale des Joueurs de Scrabble anglophone (en anglais : World English-Language Scrabble Players' Association ou WESPA) est l'organisme qui fédère les différentes fédérations nationales de Scrabble anglophone.

## Création
La WESPA a été constituée en 2003 durant le championnat du monde à Kuala Lumpur et sa première assemblée générale ordinaire a eu lieu deux ans plus tard à Londres, également pendant les championnats du monde à Londres. Celles-ci ont depuis lieu chaque année impaire.
Son but est de représenter les intérêts des joueurs de haut niveau et des fédérations nationales. Elle vise principalement la reconnaissance du Scrabble en tant qu'activité sportive à part entière ; à servir d'intermédiaire entre les joueurs, les fédérations et les ayants droit du jeu (Hasbro en Amérique du Nord, Mattel dans le reste du monde) ; à mettre en place des normes internationales pour le jeu en compétition (classement, règlements des tournois, liste des mots autorisés...) ; à organiser des événements internationaux.

## Liste des mots reconnus
Les mots autorisés au Scrabble anglophone sont contenus dans le Collins Scrabble Words (en), lui-même issu du Collins English Dictionary (en), du Chambers Dictionary et du TWL (en). Les compétitions nord-américaines n'utilisent généralement que le TWL, mais toutes les compétitions WESPA doivent utiliser toutes ces différentes listes. Cette liste comprend 275 000 mots.

## Classement
Un classement international, basé sur le mode de calcul du classement australien, est maintenu par la WESPA ; il prend en compte des tournois antérieurs à la constitution de la fédération, le tournoi le plus ancien à être pris en compte est le championnat du monde 1993.

## Présidence
Le premier président de la fédération est Allan Simmons (en), poste qu'il occupe de 2003 à 2008.